# Brigade Kfir
 (novembre 2015).
Si vous disposez d'ouvrages ou d'articles de référence ou si vous connaissez des sites web de qualité traitant du thème abordé ici, merci de compléter l'article en donnant les références utiles à sa vérifiabilité et en les liant à la section « Notes et références ».
La brigade Kfir (hébreu : חֲטִיבַת כְּפִיר, lit. kfir : Lion), connue aussi sous le nom de brigade 900, est la plus récente brigade d’infanterie du Commandement régional central de l’armée israélienne. Elle est rattachée à la 162e division israélienne du commandement  central régional.

## Composition
La Brigade Kfir est la plus récente et la plus importante des brigades d’infanterie israélienne. Constituée de six bataillons, elle a pour objectif la lutte contre la guérilla (guérilla urbaine ou en terrains compliqués) et le terrorisme palestiniens. La brigade opère en Cisjordanie occupée (ou territoire appelé " Judée-Samarie " depuis la décision du 17 décembre 1967 du général israélien, commandant la zone afin de respecter les termes anciens de ce territoire, cités avant 1948) et chacun de ses bataillons contrôle une zone spécifique. Les noms de ces six bataillons sont : Nahshon, Shimshon, Harouv, Netsah Yehouda, Douhirifat, Lavi. Contrairement aux autres bérets de Tsahal, tous monochromes, le béret de la Brigade Kfir est tacheté camouflage . 